# Astragalus cyri
Astragalus cyri — вид квіткових рослин з родини бобових (Fabaceae). Ареал охоплює такі країни: Грузія (Мцхетська та Ахалцихська западини на сході та півдні Грузії відповідно).

## Середовище
Росте в сухих кам'янистих, глинистих та засолених місцях, у нижньому та середньому гірських поясах. Висота: 600—1400 метрів. Основними загрозами є втрата та деградація середовища існування, спричинені людиною, сільськогосподарською діяльністю, такою як надмірний випас худоби.